# Kobul
Kobul je oblika socvetja, kjer peceljčki posameznih cvetov poganjajo iz konca glavnega peclja in praviloma dosežejo isto višino. Členki kobulove osi so zelo kratki. Zato pecljati cvetovi navidez rastejo iz enega vretenca v kotičkih rozetasto nameščenih podpornih listov, ki jih je običajno precej manj kot cvetov. Praviloma se cvetovi razvijajo od roba proti notranjosti kobula, v enakem vrsten redu pa dozorevajo tudi plodovi.
Na prvi pogled ja ta oblika socvetja precej podobna češulji, od katere se razlikuje le po tem, da pri njej vsi cvetovi ne poganjajo iz istega mesta.

## Galerija
- Kobul pomladanskega jegliča Primula veris
- Kobul korenja Daucus carota
- Kobul Fatsia japonica